# Tibia
|  | Aquest article tracta sobre el videojoc de rol. Si cerqueu l'os, vegeu «Tíbia». |

El Tibia és un videojoc de rol per ordinador, dels més antics i de gran jugabilitat dintre dels jocs de rol en multijugador, més coneguts com a MMORPG. El joc és en anglès.
Va començar l'any 1997 com un programa experimental no comercial creat per tres estudiants universitaris alemanys, que seguien la carrera de sistema en computació.
La majoria dels seus gràfics eren similars al clàssic joc Ultima Online, i gràcies a voluntaris que es van encarregar de l'administració, la part artística i el nivell de disseny, es va aconseguir transformar el Tibia en un producte comercial a escala professional. Això va permetre que el videojoc tingués grans canvis amb el pas dels anys.
Actualment, n'existeixen servidors als Estats Units i a Alemanya, però hi poden jugar persones de qualsevol lloc del món sempre que tinguin una connexió a Internet.

## El joc
Per començar a jugar cal crear un personatge o char (de character en anglès). El joc consisteix d'anar augmentant el nivell d'aquest per mitjà de l'experiència adquirida en matar monstres i d'obtenir objectes i atributs nous cada vegada millors. També hi ha missions (quests) per completar, amb les quals s'obtenen gratificacions diverses.
A cada nivell augmenta la quantitat màxima de punts de manà i de vida ("Hitpoints" o HP), i també s'obté més capacitat de càrrega (útil per a dur a vendre allò que s'hagi obtingut dels monstres que s'han matat), que varien segons la professió que s'hagi triat: els druides i bruixots guanyen 30 punts de manà per a cada nivell, 5 punts de vida i 10 de capacitat de càrrega; els cavallers, 5 punts de manà, 15 de vida i 25 de capacitat de càrrega, i els paladins, en guanyen 15 de manà, 10 de vida, i 20 de capacitat de càrrega.
Els monstres es poden matar amb armes, amb wands o rods (varetes) o amb els punys. A mesura que es maten monstres augmenten les habilitats (skills) del personatge, que fan que els seus atacs siguin cada vegada més forts.
El joc té un xat intern entre jugadors, un Adverstising Channel(El mateix que el trade channel)(per ofertes d'objectes), un canal d'Ajuda, el Server Log (informe de les accions que fa el char), un canal per parlar amb NPC's i el canal per si s'està en Party.
En tots els mons, menys a l'illa de Rookgaard i en alguns anomenats Non-PVP (Non Player-Versus-Player), els jugadors poden atacar-se entre si, però el sistema permet un màxim nombre de matances per a evitar jugadors fora de control. També existeixen alguns mons anomenats PVP-Enforced, que són tot el contrari que els mons Non-PVP, ja que s'hi pot atacar a tots els jugadors lliurement i aconseguir punts d'experiència en matar-los.
Dintre de cada món o servidor, existeixen diferents ciutats on els personatges poden obtenir la seva ciutadania, comprar i vendre armes, pocions i altres objectes així com deixar diners al banc i anar al DP (Depot).

## Premium Account
Els jugadors poden fer que el seu compte sigui temporalment Premium ("Premium Account" o simplement PAcc), generalment comprant-ho a través del lloc web del joc. El compte Premium els permet entrar en àrees addicionals, obtenir altres opcions com són comprar una casa, una promoció i vestir-se amb robes (outfits) úniques. A més, els dona prioritat per a accedir als servidors que es trobin congestionats (sobretot els non-pvp i els més antics).

## Rookgaard i les professions
Abans d'aprendre les coses bàsiques del joc, el jugador és introduït en una illa anomenada "Rookgaard", on els jugadors no poden atacar-se entre si i on hi ha una sèrie de petites proves al començament per aprendre a manejar els controls del joc. A Rookgard s'anirà adquirint nivell i comprant nou armament i en arribar al nivell vuit el jugador podrà anar a un NPC (personatge no controlat per un jugador) anomenat The Oracle des d'on apareixerà a una altra illa situada al nord de Rookgard que es diu Island of Destiny, on podrà escollir una de les següents professions(knight, paladin, sorcerer o druid). Les professions a elegir són:

### El Knight (cavaller)
És guerrer de cos a cos, pot utilitzar: espasa, maça i destral. Són els menys experts en màgia. Però els destaca la resistència als atacs físics, la capacitat de portar pes o objectes i l'atac molt potent.

### El Paladin (Paladí o Arquer)
Està especialitzat en el combat a distància. No és ni tan resistent ni té tanta capacitat com el cavaller, però en té més que els mags; aquest, a diferència dels cavallers pot aprendre més màgia, ja sigui per a crear fletxes o curar-se. És la vocació equilibrada.

### El Druid (Druida)
Especialitzat en màgia defensiva, clarament el seu fort no és la resistència ni la capacitat d'implicar objectes; enfocat cap a la màgia blanca, pot guarir-se i guarir als seus amics de múltiples maneres, té una alta capacitat per a aprendre tota classe de màgies. Ataca amb màgies de la natura (aigua i terra).

### El Sorcerer (Bruixot)
Especialitzat en màgia d'atac i defensa, clarament el seu fort no és la resistència ni la capacitat d'implicar objectes però tenen una increible quantitat de manà, ja que la utilitzen per quasi tot; enfocat cap a la màgia fosca, genera més màgies i runes d'atac que el druida i no té l'opció de guarir als seus aliats.
Una vegada triada la professió, el jugador passa de la Island of Destiny a l'illa principal del joc anomenada "Mainland" o simplement "Tibia", on pot o no estar permès l'atac entre jugadors, depenent del servidor que es triï jugar, els tipus són: PvP (Jugador Vs Jugador) / No-PvP (no es poden atacar entre jugadors) / PvP-Enforced (l'atac entre jugadors no està penalitzat).

## Ciutats i altres llocs

### Ciutats Free Account (per a tothom)

#### Continent de Mainland
- Thais: Thais és una gran ciutat situada al sud-oest del continent a la badia del mateix nom. Està protegida per 2 rius naturals i muralles. Té una sortida al mar per on antigament mercaders de diferents llocs arribaven en vaixells a vendre exòtics productes que portaven de viatges. El vell far a l'oest de la ciutat és un record d'aquests dies.

El rei Tibianus III viu en el seu castell situat en el nord-oest de la ciutat.
Els nombrosos temples que es troben aquí demostren les creences dels habitants de Thais.
- Carlin: La bella ciutat de Carlin està localitzada a la costa nord del golf dels reis. És la segona ciutat més gran de tot Tibia, després de Thais. Sempre hi ha hagut rivalitat entre les 2 ciutats i els seus governants. La governant de Carlin és la reina Eloise. Igual que ella, tots els oficials, mercaders, i fins i tot els guàrdies de la ciutat són dones. Els homes solament fan treballs menors. Carlin és una ciutat plena d'art i entreteniment, amb platges, carrers nets i belles cases.

Carlin també és anomenada "Sim City" o "Noob's City", com una broma, ja que a Carlin habiten els "noobs" del joc, és a dir, els iniciats. A Carlin és on la gent amb enginy pot "estafar" als nouvinguts de Rookgard.
Grans muralles protegeixen Carlin dels monstres i criatures.
- Venore: Als pantans més grans de Mainland se situa la ciutat de Venore. Ciutat que en estar en un pantà, està construïda sobre un castell gegant. `Venore és plena de cases i edificis que són llars per a jugadors Premium. Dominada pels diners i els mercants negres. Venore té negocis amb nans i elfs els quals compren i venen coses a la ciutat.

Si s'és ric, a Venore es viurà com un rei i si s'és pobre, es tindrà sort si és notat pels habitants de la ciutat.
A la proximitat de la ciutat es troben les amazones que amenacen a viatgers matant-los i tallant-los el cap com a trofeu, perfectes per jugadors del 12 al 17.
- Kazordoon: El volcà extingit del centre del continent és la llar d'una raça molt antiga, els nans. Amb els seus coneixements sobre foc i la roca, van construir Kazordoon com a base per anar creant les seves mines a la qual criden "The Big Old One". Molts túnels i laberints creuen la muntanya els quals demostren el bons que són els nans en construcció d'aquests.

Hi ha un munt de misteris sobre aquesta ciutat i molts dels NPC's que en principi no tenen cap utilitat en realitat coneixen coses que ningú més sap.
Viuen de minerals sent molt rics i venent armes de molt bona qualitat i eines als viatgers.
- Ab'Dendriel: Després de vagar segles pel continent, els elfs es van establir en una zona al nord, a la qual van anomenar Ab'Dendriel, que ve de la paraula "Dendro", que significa arbre. Precisament, aquesta ciutat depèn dels arbres, ja que les cases estan construïdes sobre ells i hi ha gran quantitat de plantes. Es diferencia de les altres ciutats perquè aquesta no està tan organitzada en carrers, els camins no estan pavimentats i les plantes creixen lliurement per tota la ciutat. També es destaca que hi ha un laberint que per a poder travessar-lo que es necessita un matxet, i com a premi s'obté la ciutadania. Però no tot és bell allà, a prop hi ha una illa amb diversos monstres forts i hi amaga alguns secrets.

### Ciutats Premmium Account

#### Continent d'Edron
- Edron: Edron és una gran illa que es troba a l'est del continent. Va ser descoberta just fa uns anys i el rei Tibianus III va aportar amb recursos per a construir una ciutat aquí. Poderosos mags van ser els primers a habitar l'illa estudiant diferents coses i descobrint nous encisos. Però a Edron hi ha més que encisos, aquí es troben estranyes races de criatures mai vistes per viatgers nouvinguts.

#### Continent de Darama
- Darashia: El continent de Darama està ple de secrets antics, llegendes i poderoses criatures. En aquest continent s'hi troba la ciutat de Darashia, fundada per Daraman centenars d'anys enrere.

La major part del continent és desert on hi ha ruïnes i una gran piràmide, la qual ja estava aquí quan els primers exploradors van arribar.
- Ankrahmun: L'ombrívola ciutat d'Ankrahmun, situada al desert, no se sembla en res a les altres ciutats del Tibia, es destaca per la seva estranya forma arquitectònica(piràmides). Els seus habitants són part d'estranyes sectes que adoren a la mort com un pas a la immortalitat. La seva cultura és molt diferent al que un veu en altres llocs. A prop de la ciutat hi ha molts undeads.

Es comunica amb Darashia per un estret pas a les muntanyes que parteixen el continent de Darama en dos.
- Port Hope: A la part sud-oest de Darama, a l'oest d'Ankrahmun, creuant la muntanya Kha'zeel, es troba la majestuosa selva de Tiquanda. És una selva tropical amb una gran varietat de flora i fauna. Està dividida per un riu just a la meitat i on desemboca el riu cap a l'oceà es troba la majestuosa ciutat de Port Hope (Port Esperança), feta amb sòls i parets de bambú.

Aquesta part del continent de Darama és habitada per Humans, Lizards (gent llangardaix) i Apes (homes mico), és un gran lloc per a ser explorat pels comptes Premium, així que les bèsties són per la majoria desconegudes i majestuoses.

#### Continent de Vandura
- Liberty Bay: És anomenada 'La joia dels mars del sud'. Està situada a Vandura, la més gran de les Shattered Islands. És famosa per les seves canyes de sucre. Antigament aquesta era una zona molt humil i artesanal, però els Thaians van descobrir el valor de la Canya de Sucre i van monopolitzar la zona. Això va provocar que la ciutat es dividís en dos parts, en el nord els comerciants viuen en grans mansions, mentre que en el sud els artesans viuen en petites barraques. El mar al voltant està ple de Quaras i de vegades aquestes surten d'allà per atacar a la ciutat. A més de Quaras els mars que envolten Liberty Bay estan envoltats de pirates que constantment ataquen la ciutat.

#### Illa d'Hodmir
- Svargrond: És una ciutat nòrdica, poblada per bàrbars semblants als vikings.

és on es troba l'Arena (un conjunt de 10 sales on en cada una hi ha un boss(senyor de l'espècie de monstre en qüestió) on es lluita sol i al final s'aconsegueix una recompensa).

#### Yalahar
- Yalahar: És una ciutat nova de la Winter Update 2008. Té forma rodona i està emmurallada. Fora les muralles les zones de caça s'organitzen en Quarters(zones de caça)amb diferents monstres. Des de rats fins a demons. La ciutat és un misteri perquè se'n desconeixen moltes coses. Per poder anar a la ciutat, primer, s'han de fer un parell de missions de la Explorer Society (Societat Exploradora) situada a Port Hope.

## Monstres
Els monstres varien segons el seu poder entre no agressius, com els dogs (gossos) i els deers (cérvols), fàcils de matar com els rats (rates), forts com els orcs i extremadament perillosos com els dragons i els demons (dimonis). Va bé saber on es vol anar i quins monstres s'hi trobarà, ja que, si no es va amb compte, un pot acabar mort.
Els monstres del Tibia es classifiquen per espècies, com ara nans, elfs, orcs, trolls, quaras, pirates...
Dins d'aquestes espècies hi ha monstres amb nivells de dificultat variada. Viuen en comunitats en diferents zones del continent i les illes que l'envolten. Alguns detalls sobre aquestes espècies estan explicats en llibres o documents escrits al llarg del món.

## Player Killing
Els Player killing (anomenats PK) són persones que ataquen o maten a altres usuaris més vegades del permès (només hi ha PK als mons PvP). Es reconeixen per la calavera ubicada al costat del nom, segons el color de la calavera se sap a quantes persones va atacar. El màxim de color que es pot obtenir és el negre, que significa que han matat la màxima quantitat de jugadors per (mes, setmana o dia) determinades per la calavera, aquells usuaris permaneixen amb la calavera durant un mes i al morir perden tot el seu equip, a més, els Blessings (Amulets contra la pèrdua d'items i experiència) no funcionen per als jugadors marcats amb la calavera. A més, el char amb calavera negra apareix al temple amb 40 de vida i 0 de mana. Els usuaris amb la calavera vermella, són els que han atacat o matat algun jugador diverses vegades i poden perdre tot l'equip però apareixen amb tota la vida i mana. Si un jugador mata a un PK (ja sigui blanca, vermella o negra) sense que el PK l'hagi atacat abans, apareix una calavera groga sobre ell, vista sol pel PK que ha sigut atacat, que permet al PK defensar-se.
Als mons No-PvP també es considera matar blocar i portar un monstre a un jugador perquè aquest el mati.

## Habilitats (skills)
Els skills són:
- Fist Fighting: atac amb punys. S'activa quan el personatge no duu cap arma a les mans. Per augmentar aquesta habilitat el millor és, quan no portes l'arma a la mà, atacar a monstres fluixos com ara bears (ossos), wolfs (llops), etc. A la pràctica el Fist Fighting no s'utilitza gairebé mai.

- Club Fighting, Sword Fighting i Axe Fighting: atac amb maça, amb espasa i amb destral. Per augmentar aquesta habilitat es posa l'arma corresponent a la mà i, com en el Fist Fighting, és millor atacar a monstres fluixos respecte al nostre nivell. Aquest tipus d'habilitat l'utilitzen bàsicament els knights. Per entrenar-lo, és millor utilitzar armes fluixes per tal de no matar el monstre i així no haver d'anar a buscar-ne un altre.

- Distance Fighting: (atac a distància). Només l'utilitzen els paladins, ja que ataca amb armes com ara fletxes o llances. La millor manera de millorar aquesta habilitat és agafant moltes pedres (small stones) perquè són l'arma a distància amb menys poder ofensiu.

- Shielding: (defensa). El necessiten sobretot els knights i en menor mesura els paladins. Es pot millorar juntament amb qualsevol dels skills anteriors, ja que només depèn de l'atac del monstre adversari. El millor és treure's l'escut i posar una arma amb la que es vulgui millorar l'altre skill.

### Magic Level
El Magic Level (Nivell Màgic) és el que defineix un mag com a bon mag o dolent depenent del nivell màgic del nivell d'experiència. És l'habilitat principal dels druids i sorcerers, tot i que les altres professions l'utilitzen també, ja sigui per atacar, amb wands i rods (sorcerers i druids), per defensar-se, per transformar-se i invocar (només driuds i sorcerers), per fabricar objectes i aliments i per fer runes.

### Skills recomanats per nivell i professió
- A nivell 8-9:
  - Nivell magic (Per sorcerer i druid): 9
  - Atac del knight (Ja sigui axe, mace o sword): 35
  - Atac de distància(paladin): 40
  - Defensa (paly i knight): 35

- A nivell 20:
  - Nivell magic (Per sorcerer i druid): 18-21
  - Atac del knight: 50
  - Atac de distància: 60
  - Defensa (paly i knight): 55

- A nivell 50:
  - Nivell magic (Per sorcerer i druid): 42-49
  - Atac del knight: 75
  - Atac de distància: 80
  - Defensa (paly i knight): 70

- A nivell 80:
  - Nivell magic (Per sorcerer i druid): 53-65
  - Atac del knight: 85
  - Atac de distància: 85
  - Defensa (paly i knight): 80

- A nivell 100:
  - Nivell magic (Per sorcerer i druid): 70 o +
  - Atac del knight: 90+
  - Atac de distància: 90+
  - Defensa (paly i knight): 85+

## Party Mode
Quan cliques amb el botó dret sobre un jugador, apareix l'opció de convidar-lo a una "Party" (festa), que serveix per a entrenar, ja que si hi ets pots atacar a jugadors sense que aparegui la calavera blanca (en PVP) i així augmentar els skills. Si convides a un desconegut, el més probable és que et mati, així que solament convida a jugadors que coneguis; a menys que vulguis matar a un noob (principiant), o algú et repti a un duel. També existeix l'opció "Enable Shared experience" on els jugadors poden repartir l'experiència rebuda pels monstres per igual.

## Servidors alternatius
Utilitzar servidors alternatius és una altra manera de jugar al Tibia. Es tracta de versions personalitzades del joc, creades per usuaris arreu del món, en què es poden modificar el mapa, els monstres i l'experiència que et donen, els items i fins i tot es pot utilitzar qualsevol versió antiga del joc.
Per a jugar-hi, es necessita un programa anomenat Tibia Multi IP Changer, i amb això i l'adreça del server es pot jugar al servidor Tibia que es vulgui.